# Luca Connell
Luca John Connell (* 20. April 2001 in Liverpool) ist ein irischer Fußballspieler, der zuletzt bei Celtic Glasgow unter Vertrag stand.

## Karriere

### Verein
Luca Connell der im englischen Liverpool geboren wurde, kam im Alter von 9 Jahren zu den Bolton Wanderers. Am 5. Januar 2019 gab er beim 5:2-Heimsieg über den FC Walsall in der 3. Runde des englischen Pokals sein Debüt als Profi, als er für Luke Murphy eingewechselt wurde. Drei Wochen später stand er im Viertrundenspiel in der Startelf gegen Bristol City. Bei der 1:2-Niederlage in Bristol bereitete Connell das Führungstor der Wanderers durch Mark Beevers vor. Einige Tage später kam er für die in der zweiten Liga stark Abstiegsgefährdeten Wanderers zu seinem Debüt in der Championship gegen den FC Reading. Bis zum Ende der Spielzeit kam er unter Phil Parkinson in neun weiteren Ligaspielen zum Einsatz. Bolton stieg als Tabellenvorletzter in die dritte Liga ab und stellte einen Insolvenzantrag.
Am 29. Juni 2019 unterschrieb Connell einen Vierjahresvertrag bei Celtic Glasgow, für den Bolton eine Ablösesumme erhielt.

### Nationalmannschaft
Am 13. Februar 2018 debütierte Connell in der Irischen U-17-Nationalmannschaft gegen die Türkei. Im Mai desselben Jahres nahm er mit der Mannschaft an der Europameisterschaft dieser Altersklasse in England teil. Dabei kam er zweimal in der Vorrunde zum Einsatz. Die irische U-17 schied später im Turnierverlauf im Viertelfinale gegen den späteren Sieger aus den Niederlanden nach Elfmeterschießen aus. Im November 2018 spielte er dreimal in der U-18. Ab März 2019 kam er in der U-19 zum Einsatz. Im Mai 2019 wurde Conell erstmals in den Kader der A-Nationalmannschaft berufen.